# 2. deild Wysp Owczych (1997)
W roku 1997 odbyła się 54. edycja 2. deild Wysp Owczych – drugiej ligi piłki nożnej Wysp Owczych. W rozgrywkach brało udział 10 klubów z całego archipelagu. Klub z pierwszego miejsca awansował do 1. deild, a w tym sezonie był to SÍ Sumba. Kolejny klub uzyskał prawo do gry w barażach, które TB Tvøroyri wygrał z FS Vágar i awansował do pierwszej ligi. Drużyna z ostatniego miejsca (B68 II Toftir) automatycznie spadała do ligi trzeciej, zaś przedostatnia rozgrywała baraż, który FS Vágar II przegrała z klubem NSÍ II Runavík i spadła.

## Uczestnicy
| Uczestnicy 2. deild Wysp Owczych 1996                                                                         | Uczestnicy 2. deild Wysp Owczych 1996 | Uczestnicy 2. deild Wysp Owczych 1996 | Uczestnicy 2. deild Wysp Owczych 1996 |
| --- | ------------------------------------- | ------------------------------------- | ------------------------------------- |
| HBII | HB II Tórshavn                        | 2                                     |                                       |
| EBS | EB/Streymur                           | 3                                     |                                       |
| LÍF | LÍF Leirvík                           | 4                                     |                                       |
| KÍII | KÍ II Klaksvík                        | 5                                     |                                       |
| B68 II | B68 II Toftir                         | 6                                     |                                       |
| SÍS | SÍ Sumba                              | 7                                     |                                       |
| FSVII | FS II Vágar                           | 8                                     |                                       |
| Spadek z 1. deild Wysp Owczych 1996                                                                           |                                       |                                       |                                       |
| TB | TB Tvøroyri                           | 10                                    |                                       |
| Awans z 3. deild Wysp Owczych 1996                                                                            |                                       |                                       |                                       |
| Royn | Royn Hvalba                           | 1                                     |                                       |
| B36II | B36 II Tórshavn                       | 2                                     |                                       |
| Oznaczenia: - kolumna pierwsza – skróty nazw drużyn, - kolumna trzecia – miejsce zajęte w poprzednim sezonie. |                                       |                                       |                                       |

## Tabela ligowa
| Lp. | Drużyna           | M  | Z  | R | P  | Bramki | Bramki | Różn. | Pkt | Uwagi              |
| --- | ----------------- | -- | -- | - | -- | ------ | ------ | ----- | --- | ------------------ |
| 1   | SÍ Sumba (M) (A)  | 18 | 12 | 3 | 3  | 46     | 22     | +24   | 39  | Awans do 1. deild  |
| 2   | B36 II Tórshavn   | 18 | 11 | 3 | 4  | 44     | 23     | +21   | 36  |                    |
| 3   | TB Tvøroyri (A)   | 18 | 12 | 3 | 3  | 65     | 22     | +43   | 39  | Baraże o 1. deild  |
| 4   | Royn Hvalba       | 18 | 10 | 3 | 5  | 26     | 22     | +4    | 33  |                    |
| 5   | HB II Tórshavn    | 18 | 8  | 5 | 5  | 42     | 33     | +9    | 29  |                    |
| 6   | KÍ II Klaksvík    | 18 | 8  | 3 | 7  | 31     | 22     | +9    | 27  |                    |
| 7   | LÍF Leirvík       | 18 | 7  | 2 | 9  | 36     | 34     | +2    | 23  |                    |
| 8   | EB/Streymur       | 18 | 5  | 2 | 11 | 26     | 39     | −13   | 17  |                    |
| 9   | FS II Vágar (S)   | 18 | 3  | 2 | 13 | 26     | 66     | −40   | 11  | Baraże o 2. deild  |
| 10  | B68 II Toftir (S) | 18 | 2  | 2 | 14 | 18     | 63     | −45   | 8   | Spadek do 3. deild |

### Baraże o 2. deild
| Drużyna 1                            | Wynik dwumeczu | Drużyna 2      | Pierwszy mecz | Drugi mecz |
| ------------------------------------ | -------------- | -------------- | ------------- | ---------- |
| FS II Vágar                          | 4-8            | NSÍ II Runavík | 4:1           | 0:7        |
| Po lewej gospodarz pierwszego meczu. |                |                |               |            |

| 5 października 1997                                                   | FS II Vágar                                                                                             | 4:1   | NSÍ II Runavík              |                                     |
|                                                                       | Hans Dánjal Joensen 27' · Mikkjal Danielsen 68' (k.) · Tór-Ingar Akselsen 72' · Robert Bernhardsson 83' | (1:0) | 74' Petur Meinhard Jacobsen | Sędzia: Petur Reinert (LÍF Leirvík) |
| Magnus Jónsson Simonsen 57' · Jóannes Rasmussen 72' · Kim Poulsen 88' | | (1:0) |                             | Sędzia: Petur Reinert (LÍF Leirvík) |

| 11 października 1997 | NSÍ II Runavík | 7:0   | FS II Vágar |                                                         |
|                      | Harry Knudsen 19', 41', 44' · Petur Meinhard Jacobsen 24' · Búgvi Jacobsen 58' · Martin Venned 65' · Fróði við Rætt 87' | (4:0) |             | við Løkin, Runavík Sędzia: Niklas á Líðarenda (GÍ Gøta) |
| Fróði við Rætt 61'   | | (4:0) |             | við Løkin, Runavík Sędzia: Niklas á Líðarenda (GÍ Gøta) |

NSÍ II Runavík w wyniku meczów barażowych dostał się do drugiej ligi.